# Fotbal Club Municipal Dunărea Galați
 (octobre 2008).
Si vous disposez d'ouvrages ou d'articles de référence ou si vous connaissez des sites web de qualité traitant du thème abordé ici, merci de compléter l'article en donnant les références utiles à sa vérifiabilité et en les liant à la section « Notes et références ».
Le FCM Dunărea Galați est un club roumain de football basé à Galați.

## Historique
- 1932 : fondation du club

## Palmarès
- Championnat de Roumanie de D2
  - Champion : 1974, 1976, 1979, 1983
  - Vice-champion : 1978, 1985, 1992

- Championnat de Roumanie de D3
  - Champion : 1990, 2004
  - Vice-champion : 1988, 1989, 1991